# Anghel Iordănescu
Anghel Iordănescu est un footballeur roumain né le 4 mai 1950 à Bucarest en Roumanie. Il a joué principalement au Steaua, et ce dès l'âge de 12 ans, où il a débuté en 1968 dans la première division roumaine.

## Biographie
Alors que sa carrière de joueur n'était pas encore achevée, Iordănescu était déjà l'assistant d'Emeric Jenei au Steaua Bucarest lorsque le grand club roumain devient la première équipe d'Europe de l'Est à remporter la coupe des champions en 1986. Après ce triomphe historique, il abandonne définitivement sa carrière de joueur et prend les rênes d'entraîneur du Steaua, glanant une seconde finale de C1 (perdue face au Milan AC en 1989). En 1994, il est à la tête de l'équipe de Roumanie des Hagi, Raducioiu et Petrescu, qui obtient une très belle place de quart de finaliste à la Coupe du monde 1994. Quatre ans plus tard, en France, les roumains sont battus en huitièmes de finale par la Croatie et Iordănescu démissionne pour prendre en main la sélection grecque. Il sera remercié moins d'un an plus tard.
Dès lors, il poursuit sa carrière d'entraîneur essentiellement au Moyen-Orient (Arabie saoudite et Émirats arabes unis) même s'il a effectué un retour à la tête de la sélection roumaine de 2002 à 2004, sans parvenir à la qualifier pour l'Euro 2004.
Le 27 octobre 2014, il est nommé pour la troisième fois sélectionneur de la Roumanie à la suite du départ de Victor Pițurcă vers l'Ittihad FC.

## Palmarès

### En tant que joueur

#### Club
Steaua Bucarest
- Championnat de Roumanie
  - Champion : 1975-76 et 1977-78
  - Vice-champion : 1976-77 et 1979-80
- Coupe de Roumanie
  - Vainqueur : 1969-70, 1970-71, 1975-76 et 1978-79
- Coupe d'Europe des vainqueurs de coupes
  - Quart-de-finaliste : 1971-72
- Coupe des clubs champions européens
  - Vainqueur : 1985-86

#### Sélection
Roumanie
- Coupe des Balkans des nations
  - Vainqueur : 1980

### En tant qu'entraîneur

#### Club
Steaua Bucarest
- Championnat de Roumanie
  - Champion : 1986-87, 1987-88, 1988-89 et 1992-93
- Coupe de Roumanie
  - Vainqueur : 1986-87 et 1988-89
- Supercoupe d'Europe
  - Vainqueur : 1986
- Coupe intercontinentale
  - Finaliste : 1986
- Coupe des clubs champions européens
  - Finaliste : 1988-89
  - Demi-finaliste : 1987-1988

#### Sélectionneur
Roumanie
- Coupe du monde
  - Quart-de-finaliste : 1994

 Anorthosis Famagouste
- Championnat de Chypre
  - Vice-champion : 1990-91 et 1991-92

 Al-Hilal
- Ligue des champions de l'AFC
  - Vainqueur : 2000
- Coupe d'Arabie saoudite
  - Vainqueur : 1999-00
- Coupe du Golfe des clubs champions
  - Finaliste : 2000

 Al-Ain
- Coupe des Émirats arabes unis
  - Vainqueur : 2000-01
- Championnat des Émirats
  - Champion : 2001-02

 Al-Ittihad
- Ligue des champions de l'AFC
  - Vainqueur : 2005
- Ligue des champions arabes
  - Vainqueur : 2005

## Carrière politique
Le 5 septembre 1994, Anghel Iordănescu a été promu général (une étoile) dans l'armée de Roumanie ; titre qui le place en réserve depuis juillet 1998. Anghel Iordănescu est également un politicien du parti politique du PSD (Partidul Socialist Democrat) ; en 2004, il s'est présenté aux élections du sénat mais il n'a pas été élu. Cependant, en février 2008, Anghel Iordănescu prit la place de sénateur pendant 10 mois à la suite de la démission du sénateur Teodor Filipescu pour ensuite obtenir un nouveau mandat en automne. Après 2008, Anghel Iordănescu s'est retiré du parti PSD pour soutenir Traian Băsescu dans sa candidature aux élections présidentielles de 2009.